# Empreintes - Accompagner le deuil
 (juin 2025).
Motif : Au moins dans cette version il y a des sources, mais je n'en vois toujours pas qui soient CONSACREES A CETTE ASSOCIATION
- Archive Wikiwix
- Bing
- Cairn
- DuckDuckGo
- E. Universalis
- Gallica
- Google
- G. Books
- G. News
- G. Scholar
- Persée
- Qwant
- (zh) Baidu
- (ru) Yandex

| 1. | Préciser le motif de la pose du bandeau. | Précisez le motif de la pose du bandeau en utilisant la syntaxe suivante : {{admissibilité à vérifier\|date=juillet 2025\|motif=remplacez ce texte par le motif}}                                      |
| 2. | Informer les utilisateurs concernés.     | Pensez à avertir le créateur de l'article, par exemple, en insérant le code ci-dessous sur sa page de discussion : {{subst:avertissement admissibilité à vérifier\|Empreintes - Accompagner le deuil}} |

Empreintes - Accompagner le deuil (anciennement Vivre son deuil puis Vivre son deuil Île-de-France) est une association loi de 1901 française qui a pour mission de développer un accompagnement de deuil pour tous et partout. Constituée en 1992 sous l'impulsion de Michel Hanus et Marie-Frédérique Bacqué, l'association est déclarée en préfecture le 3 mars 1995.
Depuis 2022, l'association est présidée par Nathalie Hanet, directrice générale d'Unis-Cité.

## Activités

### Accompagnement
L'association Empreintes offre un accompagnement individuel ou en groupe aux enfants, adolescents et adultes qui vivent un deuil. Cet accompagnement prend la forme d'entretiens individuels ou familiaux, et d'ateliers et groupes d'entraides organisés par âge ou par cause de décès,.
L'association propose également une plateforme d'écoute téléphonique nationale et gratuite, qui traitait en 2020 près de 3000 appels par an.

### Formation
L'association Empreintes est un organisme de formation certifié Qualiopi, qui forme des professionnels dans les domaines de la santé, du social, du médico-social, des ressources humaines, de l'éducation, du funéraire, de la police, et de la prévoyance.

### Mobilisation
L'association Empreintes se mobilise pour une politique publique de prévention des risques liés au deuil.

#### Assises du deuil
En avril 2019, l'association organise au Sénat les premières Assises du deuil, afin d'alerter les responsables politiques et faire émerger des solutions concrètes pour favoriser l'accompagnement des personnes, des familles et des professionnels concernés. Cet événement permet la parution d'un premier livre blanc préfacé par Adrien Taquet, secrétaire d'État auprès du Ministre des Solidarités et de la Santé, chargé de l'Enfance.
Une deuxième édition organisée en 2021 à l'Assemblée nationale sous le haut patronage du Ministère des Solidarités et de la Santé donne lieu à la parution d'un second livre blanc, consacré au deuil au travail.

#### Représentation d'intérêts
L'association Empreintes est inscrite au registre des représentants d'intérêts de la Haute autorité pour la transparence de la vie publique et déclare à ce titre en 2024 des dépenses annuelles de lobbying comprises entre 25 000 et 50 000 euros.

## Publications
- Empreintes - Accompagner le deuil (2019), Livre Blanc : Face au deuil, dix propositions pour développer et encadrer l'accompagnement du deuil.
- Empreintes - Accompagner le deuil, Hôpitaux de Toulouse (2021), Mon cahier pour en parler : un livre-cahier pour les enfants en deuil[11],[12].
- Empreintes - Accompagner le deuil (2021), Livre Blanc : Le deuil au travail, dix propositions pour mieux accompagner le deuil dans la vie active.
- Empreintes - Accompagner le deuil (2023), Deuil au travail, comment l'accompagner ?, préfacé par Stanislas Guérini[13],[14].